# Naroma lunifera
Naroma lunifera är en fjärilsart som beskrevs av Walker 1869. Naroma lunifera ingår i släktet Naroma och familjen tofsspinnare. Inga underarter finns listade i Catalogue of Life.